# XO-2
XO-2 (również XO-2N, GSC 03413-00005, 2MASS J07480647+5013328) – pomarańczowy karzeł znajdujący się w gwiazdozbiorze Rysia. Gwiazda ta ma odległego, podobnego do niej towarzysza XO-2S, który znajduje się 30 sekund łuku od niej, co odpowiada odległości 4000 au.

## Charakterystyka fizyczna
XO-2 znajduje się w odległości około 486 lat świetlnych (149 pc) od Ziemi. Ma około 2 miliardów lat. Jej masa to około 0,98 masy Słońca, a promień 0,96 promienia Słońca. Temperatura jej powierzchni wynosi ok. 5340 K.

## Układ planetarny
2 maja 2007 roku odkryto planetę okrążającą XO-2. Należy do grupy gorących jowiszów. Nosi oznaczenie XO-2 b.
W 2014 roku odkryto także dwie planety krążące wokół towarzysza gwiazdy – XO-2S.